# Rally di Sanremo 2000
Il Rally di Sanremo 2000, ufficialmente denominato 42º Rallye Sanremo - Rallye d'Italia, è stata la dodicesima prova del campionato del mondo rally 2000 nonché la quarantaduesima edizione del Rally di Sanremo e la ventisettesima con valenza mondiale. La manifestazione si è svolta dal 20 al 22 ottobre sulle tortuose e strette strade che attraversano i territori montuosi della Liguria occidentale a nord della città di Sanremo, che fu come di consueto la sede principale del rally e del parco assistenza per tutti i concorrenti.
L'evento è stato vinto dal francese Gilles Panizzi, navigato dal fratello Hervé, al volante di una Peugeot 206 WRC della squadra ufficiale Peugeot Esso, davanti ai connazionali François Delecour e Daniel Grataloup, compagni di squadra dei vincitori, e all'equipaggio finlandese composto da Tommi Mäkinen e Risto Mannisenmäki, alla guida di una Mitsubishi Lancer Evo VI del team Marlboro Mitsubishi Ralliart.
Gli italiani Gianluigi Galli e Maurizio Messina, su Mitsubishi Lancer Evo VI della scuderia Vieffe Corse SRL, hanno invece conquistato la vittoria nella categoria PWRC, mentre i turchi Serkan Yazici ed Erkan Bodur si sono aggiudicati la classifica della Coppa FIA Squadre alla guida di una Toyota Corolla WRC del Team Atakan.

## Dati della prova
| Denominazione ufficiale             | Rallye Sanremo - Rallye d'Italia                                         |
| Edizione N°                         | 42                                                                       |
| Tappa N°                            | 12 di 14                                                                 |
| Data manifestazione                 | da venerdì 20/10/2000 a domenica 22/10/2000                              |
| Sede ospitante                      | Sanremo (provincia di Imperia, Liguria)                                  |
| Sede parco assistenza               | Sanremo (provincia di Imperia, Liguria)                                  |
| Superficie                          | Asfalto                                                                  |
| Iscritti                            | 123                                                                      |
| Partiti                             | 115                                                                      |
| Arrivati                            | 62 (53,9%)                                                               |
| Prove speciali previste             | 17                                                                       |
| Prove speciali disputate            | 16 (1 cancellata)                                                        |
| Prova più breve                     | 15,61 km (PS9 e PS11: Pantasina)                                         |
| Prova più lunga                     | 37,81 km (PS13 e PS15: Langan)                                           |
| Prova più lenta                     | velocità media di 85,32 km/h (PS1: Apricale 1)                           |
| Prova più veloce                    | velocità media di 95,90 km/h (PS11: Pantasina 2)                         |
| Lunghezza prove speciali previste   | 382,79 km                                                                |
| Lunghezza prove speciali disputate  | 368,12 km (32,4% della distanza totale effettiva - cancellati 37,81 km)) |
| Lunghezza complessiva trasferimenti | 720,77 km                                                                |
| Distanza totale effettiva           | 1065,75 km                                                               |

## Itinerario
| Frazione            | Prova  | Ora    | Nome                          | Partenza                      | Arrivo                        | Lunghezza | Totale    |
| ------------------- | ------ | ------ | ----------------------------- | ----------------------------- | ----------------------------- | --------- | --------- |
| Frazione 1 (20 ott) |        | 07:03  | Assistenza – Sanremo (10 min) | Assistenza – Sanremo (10 min) | Assistenza – Sanremo (10 min) | –         | 144,12 km |
| Frazione 1 (20 ott) | PS1    | 08:00  | Apricale 1                    | Bajardo                       | Perinaldo                     | 16,73 km  | 144,12 km |
| Frazione 1 (20 ott) | PS2    | 08:29  | Perinaldo 1                   | Perinaldo                     | Ceriana                       | 19,30 km  | 144,12 km |
| Frazione 1 (20 ott) |        | 10:12  | Assistenza – Sanremo (20 min) | Assistenza – Sanremo (20 min) | Assistenza – Sanremo (20 min) | –         | 144,12 km |
| Frazione 1 (20 ott) | PS3    | 08:00  | Apricale 2                    | Bajardo                       | Perinaldo                     | 16,73 km  | 144,12 km |
| Frazione 1 (20 ott) | PS4    | 11:19  | Perinaldo 2                   | Perinaldo                     | Ceriana                       | 19,30 km  | 144,12 km |
| Frazione 1 (20 ott) |        | 14:16  | Assistenza – Sanremo (20 min) | Assistenza – Sanremo (20 min) | Assistenza – Sanremo (20 min) | –         | 144,12 km |
| Frazione 1 (20 ott) | PS5    | 15:23  | Ghimbegna 1                   | Ceriana                       | Perinaldo                     | 19,30 km  | 144,12 km |
| Frazione 1 (20 ott) | PS6    | 15:53  | Baiardo 1                     | Perinaldo                     | Bajardo                       | 16,73 km  | 144,12 km |
| Frazione 1 (20 ott) |        | 17:08  | Assistenza – Sanremo (20 min) | Assistenza – Sanremo (20 min) | Assistenza – Sanremo (20 min) | –         | 144,12 km |
| Frazione 1 (20 ott) | PS7    | 18:15  | Ghimbegna 2                   | Ceriana                       | Perinaldo                     | 19,30 km  | 144,12 km |
| Frazione 1 (20 ott) | PS8    | 18:45  | Baiardo 2                     | Perinaldo                     | Bajardo                       | 16,73 km  | 144,12 km |
| Frazione 1 (20 ott) |        | 19:37  | Assistenza – Sanremo (45 min) | Assistenza – Sanremo (45 min) | Assistenza – Sanremo (45 min) | –         | 144,12 km |
|                     |        |        |                               |                               |                               |           |           |
| Frazione 2 (21 ott) |        | 06:03  | Assistenza – Sanremo (10 min) | Assistenza – Sanremo (10 min) | Assistenza – Sanremo (10 min) | –         | 197,93 km |
| Frazione 2 (21 ott) | PS9    | 07:11  | Pantasina 1                   | Vasia                         | Carpasio                      | 15,61 km  | 197,93 km |
| Frazione 2 (21 ott) | PS10   | 07:48  | Monte Ceppo 1                 | Badalucco                     | Castel Vittorio               | 37,74 km  | 197,93 km |
| Frazione 2 (21 ott) |        | 09:36  | Assistenza – Sanremo (20 min) | Assistenza – Sanremo (20 min) | Assistenza – Sanremo (20 min) | –         | 197,93 km |
| Frazione 2 (21 ott) | PS11   | 10:54  | Pantasina 2                   | Vasia                         | Carpasio                      | 15,61 km  | 197,93 km |
| Frazione 2 (21 ott) | PS12   | 11:31  | Monte Ceppo 2                 | Badalucco                     | Castel Vittorio               | 37,74 km  | 197,93 km |
| Frazione 2 (21 ott) |        | 13:52  | Assistenza – Sanremo (20 min) | Assistenza – Sanremo (20 min) | Assistenza – Sanremo (20 min) | –         | 197,93 km |
| Frazione 2 (21 ott) | PS13   | 15:20  | Langan 1                      | Castel Vittorio               | Badalucco                     | 37,81 km  | 197,93 km |
| Frazione 2 (21 ott) | PS14   | 16:23  | Carpasio                      | Carpasio                      | Vasia                         | 15,61 km  | 197,93 km |
| Frazione 2 (21 ott) |        | 17:35  | Assistenza – Sanremo (20 min) | Assistenza – Sanremo (20 min) | Assistenza – Sanremo (20 min) | –         | 197,93 km |
| Frazione 2 (21 ott) | PS15   | 19:03  | Langan 2                      | Castel Vittorio               | Badalucco                     | 37,81 km  | 197,93 km |
| Frazione 2 (21 ott) |        | 20:14  | Assistenza – Sanremo (45 min) | Assistenza – Sanremo (45 min) | Assistenza – Sanremo (45 min) | –         | 197,93 km |
|                     |        |        |                               |                               |                               |           |           |
| Frazione 3 (22 ott) |        | 07:03  | Assistenza – Sanremo (20 min) | Assistenza – Sanremo (20 min) | Assistenza – Sanremo (20 min) | –         | 40,74 km  |
| Frazione 3 (22 ott) | PS16   | 08:37  | Rezzo                         | Rezzo                         | Borgomaro                     | 25,08 km  | 40,74 km  |
| Frazione 3 (22 ott) | PS17   | 10:32  | Colle d'Oggia                 | Carpasio                      | Borgomaro                     | 15,66 km  | 40,74 km  |
| Frazione 3 (22 ott) |        | 11:35  | Assistenza – Sanremo (20 min) | Assistenza – Sanremo (20 min) | Assistenza – Sanremo (20 min) | –         | 40,74 km  |
| Totale              | Totale | Totale | Totale                        | Totale                        | Totale                        | Totale    | 382,79 km |

## Risultati

### Classifica
| Pos.                                        | Nº       | Pilota             | Co-pilota          | Auto                         | Squadra                      | Classe    | Tempo     | Distacco | Punti    |
| Generale                                    | Generale | Generale           | Generale           | Generale                     | Generale                     | Generale  | Generale  | Generale | Generale |
| ------------------------------------------- | -------- | ------------------ | ------------------ | ---------------------------- | ---------------------------- | --------- | --------- | -------- | -------- |
| 1.                                          | 10       | Gilles Panizzi     | Hervé Panizzi      | Peugeot 206 WRC (2000)       | Peugeot Esso                 | WRC       | 3h52'07"3 | –        | 10       |
| 2.                                          | 9        | François Delecour  | Daniel Grataloup   | Peugeot 206 WRC (2000)       | Peugeot Esso                 | WRC       | 3h52'07"3 | +16"8    | 6        |
| 3.                                          | 1        | Tommi Mäkinen      | Risto Mannisenmäki | Mitsubishi Lancer Evo VI     | Marlboro Mitsubishi Ralliart | WRC       | 3h53'00"3 | +53"0    | 4        |
| 4.                                          | 16       | Marcus Grönholm    | Timo Rautiainen    | Peugeot 206 WRC (2000)       | Peugeot Esso                 | WRC       | 3h53'09"6 | +1'02"3  | 3        |
| 5.                                          | 6        | Carlos Sainz       | Luis Moya          | Ford Focus WRC 00            | Ford Martini                 | WRC       | 3h53'18"6 | +1'11"3  | 2        |
| 6.                                          | 5        | Colin McRae        | Nicky Grist        | Ford Focus WRC 00            | Ford Martini                 | WRC       | 3h53'47"3 | +1'40"0  | 1        |
| 7.                                          | 4        | Simon Jean-Joseph  | Jack Boyere        | Subaru Impreza WRC2000       | Subaru World Rally Team      | WRC       | 3h54'04"4 | +1'56"7  | -        |
| 8.                                          | 2        | Freddy Loix        | Sven Smeets        | Mitsubishi Carisma GT Evo VI | Marlboro Mitsubishi Ralliart | WRC       | 3h54'30"3 | +2'23"0  | -        |
| 9.                                          | 19       | Petter Solberg     | Phil Mills         | Subaru Impreza WRC2000       | -                            | WRC       | 3h54'39"0 | +2'31"7  | -        |
| 10.                                         | 43       | Sébastien Loeb     | Daniel Elena       | Toyota Corolla WRC           | Équipe de France FFSA        | WRC       | 3h55'41"7 | +3'34"4  | -        |
| Campionato del mondo per vetture Produzione |          |                    |                    |                              |                              |           |           |          |          |
| 1. (22.)                                    | 37       | Gianluigi Galli    | Maurizio Messina   | Mitsubishi Lancer Evo VI     | Vieffe Corse SRL             | N4 / PWRC | 4h09'44"6 | –        | 10       |
| 2. (23.)                                    | 76       | Alessandro Fiorio  | Enrico Cantoni     | Mitsubishi Carisma GT Evo VI | Ralliart Italia              | N4 / PWRC | 4h10'21"8 | +37"2    | 6        |
| 3. (24.)                                    | 36       | Gustavo Trelles    | Jorge del Buono    | Mitsubishi Lancer Evo VI     | -                            | N4 / PWRC | 4h11'27"8 | +1'43"2  | 4        |
| 4. (25.)                                    | 33       | Manfred Stohl      | Peter Müller       | Mitsubishi Lancer Evo VI     | -                            | N4 / PWRC | 4h11'31"2 | +1'46"6  | 3        |
| 5. (26.)                                    | 39       | Ramón Ferreyros    | Diego Vallejo      | Mitsubishi Lancer Evo VI     | -                            | N4 / PWRC | 4h12'33"7 | +2'49"1  | 2        |
| 6. (28.)                                    | 75       | Emanuele Dati      | Marisa Merlin-Badi | Mitsubishi Lancer Evo V      | -                            | N4 / PWRC | 4h13'24"2 | +3'39"6  | 1        |
| Coppa FIA squadre                           |          |                    |                    |                              |                              |           |           |          |          |
| 1. (21.)                                    | 29       | Serkan Yazici      | Erkan Bodur        | Toyota Corolla WRC           | Team Atakan                  | WRC / TC  | 4h06'43"1 | –        | 10       |
| 2. (44.)                                    | 31       | Abdullah Bakhashab | Bobby Willis       | Toyota Corolla WRC           | Toyota Team Saudi Arabia     | WRC / TC  | 4h30'53"8 | +24'10"7 | 6        |

| Principali ritiri | Principali ritiri | Principali ritiri | Principali ritiri    | Principali ritiri      | Principali ritiri       | Principali ritiri | Principali ritiri | Principali ritiri |
| PS                | Nº                | Pilota            | Co-pilota            | Auto                   | Squadra                 | Classe            | Causa             | Pos.              |
| ----------------- | ----------------- | ----------------- | -------------------- | ---------------------- | ----------------------- | ----------------- | ----------------- | ----------------- |
| PS 5              | 22                | Piero Longhi      | Lucio Baggio         | Toyota Corolla WRC     | H.F. Grifone SRL        | WRC               | Incidente         | 4º                |
| PS 10             | 8                 | Toni Gardemeister | Paavo Lukander       | SEAT Córdoba WRC Evo2  | SEAT Sport              | WRC               | Rottura meccanica | 19º               |
| PS 11             | 3                 | Richard Burns     | Robert Reid          | Subaru Impreza WRC2000 | Subaru World Rally Team | WRC               | Rottura meccanica | 3º                |
| PS 11             | 23                | Franco Cunico     | Luigi Pirollo        | Subaru Impreza WRC99   | Aimont Racing Team      | WRC               | Rottura meccanica | 15º               |
| PS 13             | 18                | Piero Liatti      | Carlo Cassina        | Ford Focus WRC 00      | Ford Martini            | WRC               | Rottura meccanica | 5º                |
| PS 14             | 26                | Paolo Andreucci   | Giovanni Bernacchini | Subaru Impreza WRC99   | Procar Rally Team       | WRC               | Incidente         | 21º               |
| PS 16             | 30                | Markko Märtin     | Michael Park         | Toyota Corolla WRC     | Lukoil EOS Rally Team   | WRC               | Incidente         | 13º               |

Legenda
| Icona | Classe                                                                                  |
| ----- | --------------------------------------------------------------------------------------- |
| WRC   | Equipaggio che può conquistare punti per il campionato costruttori WRC                  |
| WRC   | Equipaggio di classe A8 che non può conquistare punti per il campionato costruttori WRC |
| PWRC  | Equipaggio registrato al campionato PWRC                                                |
| TC    | Equipaggio registrato alla Coppa FIA squadre                                            |
|       | Ulteriori classificazioni                                                               |

### Prove speciali
| Frazione            | Prova | Ora   | Nome          | Lunghezza | Vincitori                          | Tempo            | Leader del rally             |
| ------------------- | ----- | ----- | ------------- | --------- | ---------------------------------- | ---------------- | ---------------------------- |
| Frazione 1 (20 Ott) | PS1   | 07:50 | Apricale 1    | 16,73 km  | Richard Burns Robert Reid          | 11'45"9          | Richard Burns Robert Reid    |
| Frazione 1 (20 Ott) | PS2   | 08:19 | Perinaldo 1   | 19,30 km  | Gilles Panizzi Hervé Panizzi       | 12'29"0          | Gilles Panizzi Hervé Panizzi |
| Frazione 1 (20 Ott) | PS3   | 10:59 | Apricale 2    | 16,73 km  | François Delecour Daniel Grataloup | 11'36"9          | Gilles Panizzi Hervé Panizzi |
| Frazione 1 (20 Ott) | PS4   | 11:28 | Perinaldo 2   | 19,30 km  | Gilles Panizzi Hervé Panizzi       | 12'13"8          | Gilles Panizzi Hervé Panizzi |
| Frazione 1 (20 Ott) | PS5   | 14:31 | Ghimbegna 1   | 19,30 km  | François Delecour Daniel Grataloup | 12'10"0          | Gilles Panizzi Hervé Panizzi |
| Frazione 1 (20 Ott) | PS6   | 15:01 | Baiardo 1     | 16,73 km  | François Delecour Daniel Grataloup | 11'38"0          | Gilles Panizzi Hervé Panizzi |
| Frazione 1 (20 Ott) | PS7   | 17:21 | Ghimbegna 2   | 19,30 km  | Gilles Panizzi Hervé Panizzi       | 12'14"0          | Gilles Panizzi Hervé Panizzi |
| Frazione 1 (20 Ott) | PS8   | 17:51 | Baiardo 2     | 16,73 km  | François Delecour Daniel Grataloup | 11'44"0          | Gilles Panizzi Hervé Panizzi |
|                     |       |       |               |           |                                    |                  | Gilles Panizzi Hervé Panizzi |
| Frazione 2 (21 Ott) | PS9   | 07:11 | Pantasina 1   | 15,61 km  | Gilles Panizzi Hervé Panizzi       | 9'47"2           | Gilles Panizzi Hervé Panizzi |
| Frazione 2 (21 Ott) | PS10  | 07:48 | Monte Ceppo 1 | 37,74 km  | Tommi Mäkinen Risto Mannisenmäki   | 26'02"4          | Gilles Panizzi Hervé Panizzi |
| Frazione 2 (21 Ott) | PS11  | 10:54 | Pantasina 2   | 15,61 km  | Simon Jean-Joseph Jack Boyere      | 9'46"0           | Gilles Panizzi Hervé Panizzi |
| Frazione 2 (21 Ott) | PS12  | 11:31 | Monte Ceppo 2 | 37,74 km  | Simon Jean-Joseph Jack Boyere      | 25'59"8          | Gilles Panizzi Hervé Panizzi |
| Frazione 2 (21 Ott) | PS13  | 15:20 | Langan 1      | 37,81 km  | Tommi Mäkinen Risto Mannisenmäki   | 26'14"0          | Gilles Panizzi Hervé Panizzi |
| Frazione 2 (21 Ott) | PS14  | 16:23 | Carpasio      | 15,61 km  | Marcus Grönholm Timo Rautiainen    | 9'46"4           | Gilles Panizzi Hervé Panizzi |
| Frazione 2 (21 Ott) | PS15  | 19:03 | Langan 2      | 37,81 km  | prova cancellata                   | prova cancellata | Gilles Panizzi Hervé Panizzi |
|                     |       |       |               |           |                                    |                  | Gilles Panizzi Hervé Panizzi |
| Frazione 3 (22 Ott) | PS16  | 08:37 | Rezzo         | 25,08 km  | Tommi Mäkinen Risto Mannisenmäki   | 17'16"0          | Gilles Panizzi Hervé Panizzi |
| Frazione 3 (22 Ott) | PS17  | 10:32 | Colle d'Oggia | 15,66 km  | François Delecour Daniel Grataloup | 10'44"4          | Gilles Panizzi Hervé Panizzi |

## Classifiche mondiali
Classifica piloti
| Pos. | Pos. | Pilota             | Punti |
| ---- | ---- | ------------------ | ----- |
| 1    |      | Marcus Grönholm    | 49    |
| 2    |      | Richard Burns      | 44    |
| 3    |      | Colin McRae        | 43    |
| 4    |      | Carlos Sainz       | 43    |
| 5    |      | Tommi Mäkinen      | 32    |
| 6    | 2    | Gilles Panizzi     | 21    |
| 7    |      | François Delecour  | 19    |
| 8    | 2    | Juha Kankkunen     | 18    |
| 9    |      | Harri Rovanperä    | 7     |
| 10   |      | Petter Solberg     | 6     |
| 11   |      | Didier Auriol      | 4     |
| 12   |      | Toshihiro Arai     | 4     |
| 13   |      | Freddy Loix        | 4     |
| 14   |      | Toni Gardemeister  | 3     |
| 15   |      | Thomas Rådström    | 3     |
| 16   |      | Armin Schwarz      | 2     |
| 17   |      | Kenneth Eriksson   | 2     |
| 18   |      | Bruno Thiry        | 2     |
| 18   |      | Sebastian Lindholm | 2     |
| 20   |      | Markko Märtin      | 1     |
| 21   |      | Abdullah Bakhashab | 1     |
| 22   |      | Possum Bourne      | 1     |
| 22   |      | Piero Liatti       | 1     |

Classifica costruttori WRC
| Pos. | Pos. | Squadra                          | Punti |
| ---- | ---- | -------------------------------- | ----- |
| 1    | 1    | Peugeot Esso                     | 90    |
| 2    | 1    | Ford Martini                     | 88    |
| 3    |      | Subaru World Rally Team          | 70    |
| 4    |      | Marlboro Mitsubishi Ralliart     | 39    |
| 5    |      | SEAT Sport                       | 8     |
| 6    |      | Škoda World Rally Team           | 8     |
| 7    |      | Hyundai Castrol World Rally Team | 5     |